# Academia Nacional de Medicina

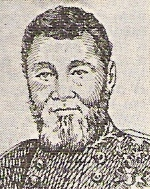
Joaquim Cândido Soares de Meireles, primeiro presidente da então Sociedade de Medicina do Rio de Janeiro

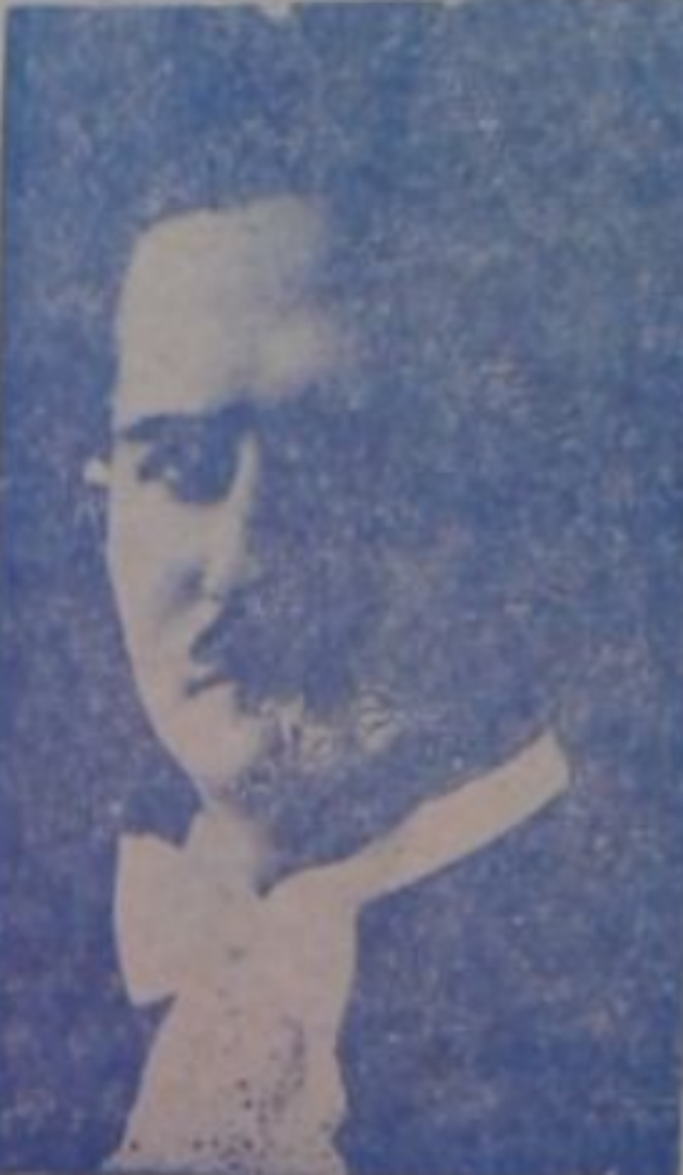
Oscar Castelo Branco Clark, membro até falecer em 1948.

A Academia Nacional de Medicina é uma associação de direito privado, sem fins econômicos, fundada no Brasil em 30 de junho de 1829 pelo médico Joaquim Cândido Soares de Meireles sob o nome de Sociedade de Medicina do Rio de Janeiro. Pelo decreto da Regência de 8 de maio de 1835, a Sociedade passou a denominar-se Academia Imperial de Medicina. Com a instauração do regime republicano, o decreto nº 9, de 21 de novembro de 1889, instituído pelo Governo Provisório, suprimiu o título “imperial” de várias instituições dependentes do Ministério dos Negócios do Interior, entre estas a Academia Imperial de Medicina, que passou a ser denominada Academia Nacional de Medicina.
A revista Anais da Academia Nacional de Medicina é a publicação oficial da Academia Nacional de Medicina, sendo o periódico mais antigo do país, com circulação regular desde 1830
A academia é constituída de membros votantes titulares e eméritos, que ocupam 100 cadeiras, possuindo ainda honorários nacionais, internacionais e correspondentes.

## História
Até a fundação da Academia Nacional de Medicina floresciam no Brasil curandeiros, alguns charlatães e feiticeiros. O primeiro médico prático da cidade foi Aleixo Manuel, o velho, em meados do século XVII. Os caboclos empregavam a vaga medicina dos pajés e os negros, seus amuletos e ervas. Em certas ruas, barbeiros apregoavam drogas, faziam sangrias. Não havia Faculdade de Medicina e os cariocas que desejavam curar seus semelhantes eram obrigados a ir estudar em Coimbra.  O ensino oficial da medicina começaria em 5 de novembro de 1808 quando, por decreto de D. João VI, foi criada a Escola Anatômico-Cirúrgica e Médica, precursora da atual Faculdade de Medicina da Universidade Federal do Rio de Janeiro.
A medicina do tempo do Primeiro Reinado, embora D. João VI tivesse trazido alguns bons médicos para o Rio de Janeiro, era do ´tipo caseiro´: rodelinhas de limão nas frontes para enxaquecas, suadouros de sabugueiro e quina, para as febres: cataplasmas contra as asmas: antipirina para as dores de cabeça; banhos de malva para as dores nas cadeiras; um ´cordial´ contra a insônia e, para os loucos, o Hospício, na Praia Vermelha.
Com a maioridade do Imperador D. Pedro II, este tornou-se o maior patrono da Casa, e durante 50 anos frequentou as suas sessões e presidiu as solenidades da Academia.

## Membros fundadores
Fonte:
- Antonio Martins Pinheiro
- Joaquim Cândido Soares de Meireles
- Luiz Vicente De Simoni
- José Francisco Xavier Sigaud
- José Martins da Cruz Jobim
- Jean Maurice Faivre
- Jacinto Rodrigues Pereira Reis
- Antonio Américo D’Urzedo
- Octaviano Maria da Rosa
- Christovão José dos Santos
- Antonio Joaquim da Costa Sampaio
- José Maria Cambuci do Valle
- José Augusto Cezar de Menezes
- João Alvares Carneiro
- Fidélis Martins Bastos
- Joaquim José da Silva
- José Marianno da Silva

## Presidentes
Fonte:

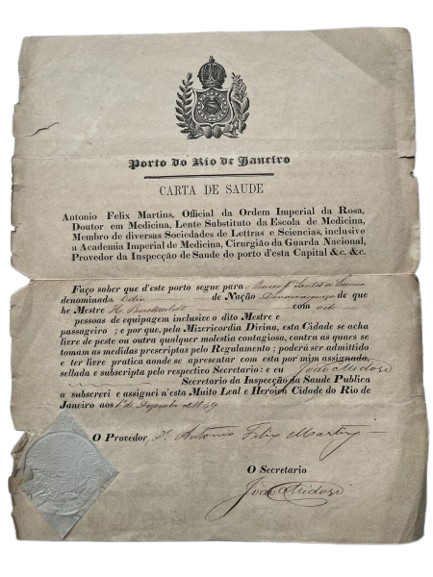
Documento governamental emitido por membro da Academia Imperial de Medicina em 1849.

- Joaquim Cândido Soares de Meireles - 1829 a 1830, 1833, 1835 a 1838, 1842 e 1848
- José Francisco Xavier Sigaud - 1830 (2° trimestre), 1832 (1° trimestre) e 1851 a 1852
- Christovão José dos Santos - 1830 (3° e 4º trimestres)
- José Martins da Cruz Jobim - 1831 (3º trimestre) e 1834 (3º e 4º trimestres), 1839 a 1840 e 1848 a 1851
- João Alvares Carneiro - 1831 (1º trimestre)
- Octaviano Maria da Rosa - 1831 (2° trimestre) e 1833
- Jacinto Rodrigues Pereira Reis - 1831 (4º trimestre)
- Francisco Freire Alemão - 1832 (3º trimestre) e 1838 a 1839
- Joaquim Vicente Torres Homem - 1832 (4º trimestre)
- João José de Carvalho - 1833 (1º trimestre)
- Francisco de Paula Cândido - 1834 (1º e 2º trimestres), 1840 a 1842 e 1852 a 1855
- José Pereira Rego - 1855 a 1857 e 1864 a 1883
- Antonio da Costa - 1857 a 1859
- Manuel Feliciano Pereira de Carvalho - 1859 a 1861
- Antônio Félix Martins - 1861 a 1864
- Agostinho José de Sousa Lima - 1883 a 1889, 1896 a 1897 e 1900 a 1901
- José Cardoso de Moura Brasil - 1889 a 1891
- Vicente Cândido Figueira de Saboia - 1891 a 1892
- João Batista de Lacerda - 1893 a 1895
- José Lourenço de Magalhães - 1895 a 1896
- Antonio José Pereira da Silva Araújo - 1897 a 1900
- Nuno Ferreira de Andrade - 1901 a 1903
- Joaquim Pinto Portella - 1903 a 1905
- Antônio Augusto de Azevedo Sodré - 1905 a 1907
- Antônio Fernandes Figueira - 1907 a 1908
- Alfredo do Nascimento e Silva - 1908 a 1909
- Marcos Bezerra Cavalcanti - 1909 a 1910
- Miguel da Silva Pereira - 1910 a 1911
- Carlos Pinto Seidl - 1911 a 1913
- Miguel Couto - 1913 a 1934
- Antônio Austregésilo - 1934 a 1937, 1945 a 1947 e 1949 a 1951
- Aloísio de Castro - 1937 a 1942 e 1943 a 1945
- Joaquim Moreira da Fonseca - 1942 a 1943
- Raul David de Sanson - 1947 a 1949
- Álvaro Cumplido de Sant’Anna - 1951 a 1953 e 1953 a 1955
- Deolindo Couto - 1955 a 1959, 1969 a 1971, 1973 a 1975, 1977 a 1979 e 1981 a 1983
- Ugo Pinheiro Guimarães - 1959 a 1961
- Olympio Oliveira Ribeiro da Fonseca - 1961 a 1963
- Inaldo de Lyra Neves-Manta - 1963 a 1965 e 1967 a 1969
- Carlos Cruz Lima - 1965 a 1967
- José Leme Lopes - 1971 a 1973 e 1979 a 1981
- Edgard Magalhães Gomes - 1975 a 1977
- Aloysio de Salles Fonseca - 1983 a 1985, 1987 a 1989 e 1999 a 2001
- José de Paula Lopes Pontes -  1985 a 1987
- Jorge Sampaio de Marsillac Motta - 1989 a 1991
- Rinaldo Victor De Lamare - 1991 a 1993
- Sergio d’Avila Aguinága - 1993 a 1995
- Rubem David Azulay - 1995 a 1997
- Jarbas Anacleto Porto - 1997 a 1999
- Augusto Paulino Soares de Souza Netto - 2001 a 2003
- Pietro Novellino - 2003 a 2005, 2009 a 2011 e 2013 a 2015
- Antonio Luiz de Medina - 2005 a 2007
- Marcos Fernando de Oliveira Moraes - 2007 a 2009 e 2011 a 2013
- Francisco José Barcellos Sampaio - 2015 a 2017 e 2022 a 2023
- Jorge Alberto Costa e Silva - 2017 a 2019
- Rubens Belfort Mattos Junior - 2020 a 2021
- Eliete Bouskela - 2024 a 2025

## Secções e Patronos

### Secção de Medicina
Eméritos
- Cad. 55 Mário Barreto Corrêa Lima - Rio de Janeiro. Patrono: José Octávio de Freitas

Titulares
- Cad. 01 Vacante - Rio de Janeiro. Patrono: Joaquim Cândido Soares de Meirelles
- Cad. 02 Mauricio Younes Ibrahim - Rio de Janeiro. Patrono: Miguel da Silva Pereira
- Cad. 03 Antonio Egídio Nardi - Rio de Janeiro. Patrono: Agostinho José de Sousa Lima
- Cad. 04 Gerson Canedo de Magalhães - Rio de Janeiro. Patrono: Henrique Dias Duque Estrada
- Cad. 05 Eduardo Lopes Pontes - Rio de Janeiro. Patrono: Pedro Afonso Franco
- Cad. 06 Mônica Roberto Gadelha - Rio de Janeiro. Patrono: Manuel de Valadão Pimentel
- Cad. 07 Miguel Carlos Riella - Paraná. Patrono: José Pereira Rego
- Cad. 08 Marcus Túlio Bassul Haddad - Rio de Janeiro. Patrono: João Vicente Torres Homem
- Cad. 09 Osvaldo José Moreira do Nascimento - Rio de Janeiro - Patrono: Miguel Couto
- Cad. 10 Carlos Eduardo Brandão Mello - Rio de Janeiro. Patrono: Pedro Francisco da Costa Alvarenga
- Cad. 11 Eloisa Silva Dutra de Oliveira Bonfá - São Paulo. Patrono: Antônio Austregésilo Rodrigues de Lima
- Cad. 12 Margareth Maria Pretti Dalcolmo - Rio de Janeiro - Patrono: Pedro de Almeida Magalhães
- Cad. 13 José Carlos do Valle - Rio de Janeiro. Patrono: Benjamim Antonio da Rocha Faria
- Cad. 14 Cláudio Buarque Benchimol - Rio de Janeiro. Patrono: Francisco de Castro
- Cad. 15 Gilberto Schwartsmann - Rio Grande do Sul. Patrono: Clemente da Cunha Ferreira
- Cad. 16 Mauricio Gomes Pereira - Brasília. Patrono: Érico Marinho da Gama Coelho
- Cad. 17 Omar da Rosa Santos - Rio de Janeiro. Patrono: Carlos Pinto Seidl
- Cad. 18 Fernanda Tovar Moll - Rio de Janeiro - Patrono: Garfield Augusto Perry de Almeida
- Cad. 19 Natalino Salgado Filho - Maranhão. Patrono: Manoel Victorino Pereira
- Cad. 20 Celso Ferreira Ramos Filho - Rio de Janeiro. Patrono: Francisco de Paula Cândido
- Cad. 41 Carlos Antonio Mascia Gottschall - Rio Grande do Sul. Patrono: José Martins da Cruz Jobim
- Cad. 42 José Hermogénes Rocco Suassuna - Rio de Janeiro. Patrono: João Carlos Teixeira Brandão
- Cad. 43 Jorge Alberto Costa e Silva - Rio de Janeiro. Patrono: Francisco Freire Allemão
- Cad. 44 Paulo Marchiori Buss - Rio de Janeiro. Patrono: João Pizarro Gabizo
- Cad. 45 Daniel Goldberg Tabak - Rio de Janeiro. Patrono: Olinto de Oliveira
- Cad. 46 Roberto de Andrade Medronho - Rio de Janeiro - Patrono: Afrânio Peixoto
- Cad. 47 José Augusto da Silva Messias - Rio de Janeiro. Patrono: Luís Pedro Barbosa
- Cad. 48 José Luiz Gomes do Amaral - São Paulo. Patrono: Márcio Philaphiano Nery
- Cad. 49 Rui Monteiro de Barros Maciel - São Paulo. Patrono: Enjolras Vampré
- Cad. 50 José Osmar Medina de Abreu Pestana - São Paulo - Patrono: Antônio Fernandes Figueira
- Cad. 51 José Galvão Alves - Rio de Janeiro. Patrono: João Paulino Marques
- Cad. 52 Aderbal Magno Caminada Sabrá - Rio de Janeiro. Patrono: Paulo de Figueiredo Parreiras Horta
- Cad. 53 Flávio Pereira Kapczinski - Rio Grande do Sul-  Patrono: Heitor Pereira Carrilho
- Cad. 54 José Barbosa Filho - Rio de Janeiro. Patrono: Manuel Feliciano Pereira de Carvalho
- Cad. 55 Eduardo Benchimol Saad - Rio de Janeiro. Patrono: José Octávio de Freitas
- Cad. 56 José Gomes Temporão - Rio de Janeiro. Patrono: João de Barros Barreto
- Cad. 57 Omar Lupi da Rosa Santos - Rio de Janeiro. Patrono: Juliano Moreira
- Cad. 58 Paulo Marcelo Gehm Hoff - São Paulo. Patrono: Aloísio de Castro
- Cad. 59 Carlos Alberto de Barros Franco - Rio de Janeiro. Patrono: Nina Rodrigues
- Cad. 60 Sergio Paulo Bydlowski - São Paulo. Patrono: Nuno Ferreira de Andrade

### Secção de Cirurgia
Eméritos
- Cad. 69 Fernando Pires Vaz - Rio de Janeiro. Patrono: Alberto Ribeiro de Oliveira Mota

Titulares
- Cad. 21 Rossano Kepler Alvim Fiorelli - Rio de Janeiro. Patrono: Fernando Ferreira Vaz
- Cad. 22 José de Jesus Peixoto Camargo - Rio Grande do Sul. Patrono: Cláudio Velho da Mota Maia
- Cad. 23 Raul Cutait - São Paulo. Patrono: Maciel Monteiro
- Cad. 24 Paulo Henrique Murtinho Couto - Rio de Janeiro. Patrono: Pedro Paulo Paes de Carvalho
- Cad. 25 Henrique Murad - Rio de Janeiro. Patrono: João Benjamim Ferreira Batista
- Cad. 26 Jacob Kligerman - Rio de Janeiro. Patrono: Francisco Pinheiro Guimarães
- Cad. 27 Ronaldo Damião - Rio de Janeiro. Patrono: Augusto Brandão Filho
- Cad. 28 Karlos Celso de Mesquita - Rio de Janeiro. Patrono: Eduardo Augusto Moscoso
- Cad. 29 Fabio Biscegli Jatene - São Paulo. Patrono: Daniel de Oliveira Barros D'Almeida
- Cad. 30 Silvano Raia - São Paulo. Patrono: Jorge Soares de Gouvêa
- Cad. 31 Oswaldo Moura Brasil do Amaral Filho - Rio de Janeiro Patrono: Antônio Augusto de Azevedo Sodré
- Cad. 32 Marcelo Zugaib - São Paulo- Patrono: Antônio Félix Martins
- Cad. 33 Paulo Niemeyer Soares Filho - Rio de Janeiro. Patrono: Antônio Felício dos Santos
- Cad. 34 Octavio Pires Vaz - Rio de Janeiro. Patrono: Marcos Bezerra Cavalcanti
- Cad. 35 Rolf Gemperli- São Paulo -  Patrono: José Thompson Mota
- Cad. 36 Jayme Brandão de Marsillac - Rio de Janeiro. Patrono: Firmino von Doellinger da Graça
- Cad. 37 Talita Romero Franco - Rio de Janeiro. Patrono: José Alves Maurity Santos
- Cad. 38 Delta Madureira Filho - Rio de Janeiro. Patrono: Alfredo Alberto Pereira Monteiro
- Cad. 39 Milton Ary Meier - Rio de Janeiro. Patrono: Augusto Paulino Soares de Souza
- Cad. 40 José Horácio Costa Aboudib Jr. -Rio de Janeiro. Patrono: Jaime Poggi de Figueiredo
- Cad. 61 Henrique Moraes Salvador Silva - Minas Gerais - Patrono: Luís da Cunha Feijó
- Cad. 62 Alexandre Siciliano Colafranceschi - Rio de Janeiro - Patrono: Augusto Brant Paes Leme
- Cad. 63 Samir Rasslan - São Paulo. Patrono: Vicente Cândido Figueira de Saboia
- Cad. 64 Rubens Belfort Mattos Junior - São Paulo. Patrono: Henrique Guedes de Mello
- Cad. 65 Rui Haddad - Rio de Janeiro. Patrono: Agenor Edésio Estelita Lins
- Cad. 66 Celso Marques Portella - Rio de Janeiro. Patrono: José Cardoso de Moura Brasil
- Cad. 67 Jorge Fonte de Rezende Filho - Rio de Janeiro. Patrono: Fernando Magalhães
- Cad. 68 Jair de Carvalho e Castro - Rio de Janeiro - Patrono: Arnaldo Tertuliano de Oliveira Quintella
- Cad. 69 Vacante -  Patrono: Alberto Ribeiro de Oliveira Mota
- Cad. 70 Carlos Roberto Telles Ribeiro - Rio de Janeiro. Patrono: Antônio Cardoso Fontes
- Cad. 71 Alberto Schanaider- Rio de Janeiro - Patrono: José Antônio de Abreu Fialho
- Cad. 72 Tarcisio Eloy Pessoa de Barros Filho - São Paulo -  Patrono: Belmiro de Lima Valverde
- Cad. 73 Pietro Novellino - Rio de Janeiro. Patrono: Hilário Soares de Gouveia
- Cad. 74 Cláudio Cardoso de Castro - Rio de Janeiro. Patrono: Arnaldo de Morais
- Cad. 75  Waldemar Naves do Amaral - Goiás . Patrono: Raul David de Sanson
- Cad. 76 Rubem de Andrade Arruda - Rio de Janeiro. Patrono: Joaquim Pinto Portella
- Cad. 77 Francisco Nicanor Araruna de Macedo - Ceará -  - Patrono: Jesuíno Carlos de Albuquerque
- Cad. 78 Carlos Giesta - Rio de Janeiro. Patrono: Cândido Barata Ribeiro
- Cad. 79 Maurício Augusto Silva Magalhães Costa - Rio de Janeiro. Patrono: Olympio Arthur Ribeiro da Fonseca
- Cad. 80 Arno von Buettner Ristow - Rio de Janeiro. Patrono: Júlio Oscar de Novaes Carvalho

### Secção de Ciências Aplicadas à Medicina
Eméritos
- Luiz Felippe de Queiros Mattoso - Rio de Janeiro. Patrono: Vital Brazil

Titulares
- Cad. 81 Eduardo Moacyr Krieger - São Paulo. Patrono: Eduardo Chapot Prévost
- Cad. 82 Carlos Alberto Mandarim-de-Lacerda - Rio de Janeiro. Patrono: Antônio Dias de Barros
- Cad. 83 Giovanni Guido Cerri- São Paulo. Patrono: Vital Brazil
- Cad. 84 Jerson Lima Silva - Rio de Janeiro. Patrono: Manuel Dias de Abreu
- Cad. 85 Patricia Rieken Macêdo Rocco - Rio de Janeiro. Patrono: Antônio de Barros Terra
- Cad. 86 Mauricio Rocha e Silva - São Paulo. Patrono: Carlos Chagas
- Cad. 87 Claudio Tadeu Daniel-Ribeiro - Rio de Janeiro. Patrono: João Baptista de Lacerda
- Cad. 88 Carlos Alberto Basílio de Oliveira - Rio de Janeiro. Patrono: Amadeu da Silva Fialho
- Cad. 89 Jorge Elias Kalil Filho - São Paulo. Patrono: João Moniz Barreto de Aragão
- Cad. 90 Gilberto de Nucci - São Paulo. Patrono: Oswaldo Cruz
- Cad. 91 Aníbal Gil Lopes - Rio de Janeiro. Patrono: Orlando da Fonseca Rangel
- Cad. 92 Francisco José Barcellos Sampaio - Rio de Janeiro[8]. Patrono: Isaac Werneck da Silva Santos
- Cad. 93 Marcelo Marcos Morales - Rio de Janeiro. Patrono: Belisário Penna
- Cad. 94 Eliete Bouskela - Rio de Janeiro. Patrono: Ramiz Galvão
- Cad. 95 Marcello André Barcinski - Rio de Janeiro. Patrono: Joaquim Monteiro Caminhoá
- Cad. 96 Ruy Garcia Marques - Rio de Janeiro. Patrono: Rodolpho Albino
- Cad. 97 Wanderley de Souza - Rio de Janeiro. Patrono: Augusto Cezar Diogo
- Cad. 98 Paulo Saldiva - São Paulo. Patrono: Adolfo Frederico Luna Freire
- Cad. 99 Manassés Claudino Fonteles - Ceará. Patrono: Oscar Frederico de Souza
- Cad. 100 Walter Araujo Zin - Rio de Janeiro. Patrono: Ezequiel Corrêa dos Santos